# Ban Nahin
Ban Nahin är en ort i Laos.   Den ligger i provinsen Bolikhamsai, i den centrala delen av landet, 170 km öster om huvudstaden Vientiane. Ban Nahin ligger 162 meter över havet och antalet invånare är 3 466.
Terrängen runt Ban Nahin är varierad. Runt Ban Nahin är det glesbefolkat, med 18 invånare per kvadratkilometer. Det finns inga andra samhällen i närheten. Omgivningarna runt Ban Nahin är en mosaik av jordbruksmark och naturlig växtlighet.